# Crimi (EP)
Crimi è il primo EP del rapper italiano Simba La Rue, pubblicato nel 2022.

## Tracce
Testi di Mohamed Lamine Saida, eccetto dove indicato, musiche di Bobo, eccetto dove indicato.
1. Intro+Intro – 2:07 (musica: Bobo, Bruno Marino, Ludo)
2. Feat. Simba La Rue – 2:05 (musica: Nicolas Di Benedetto)
3. Benef – 2:47 (musica: Nassim Diane)
4. Bisturi (feat. Fresh LaDouille, Philip) – 2:27 (testo: Mohamed Lamine Saida, Fresh La Douille, Mirko Mangieri)
5. Suite Hotel – 2:19
6. Notte – 2:24
7. Dettaglio – 3:06
8. Mask – 2:21 (musica: Francesco Avallone)
9. Tarantelle – 2:08
10. Opinel – 2:17

## Formazione
- Simba La Rue - voce
- AVA - produzione (traccia 8)
- Bobo - produzione (tracce 1-2, 4-7, 8-10), missaggio e mastering (tracce 8-10)
- Fresh LaDouille - voce aggiuntiva (traccia 4)
- Ludo - produzione (traccia 1)
- Mojobeatz - produzione (traccia 1)
- Nko - produzione (traccia 2)
- Philip - voce aggiuntiva (traccia 4)
- Patrick "Wave" Carinci - missaggio e mastering (tracce 1-7)
- Voluptyk - produzione (traccia 3)